# Eşme
Eşme ist eine Stadt in der türkischen Provinz Uşak und Hauptort des gleichnamigen Landkreises (İlçe). Sie liegt etwa 62 Straßenkilometer (Luftlinie: 50 Kilometer) südwestlich der Provinzhauptstadt Uşak, bis nach Kula und Alaşehir sind es jeweils 42. Laut Stadtsiegel wurde der Ort 1934 zur Gemeinde (Belediye) erhoben. Die drittgrößte Stadt der Provinz belegt 44,23 % der Kreisbevölkerung.

## Geographie
Mit einer Fläche von 1362 km² ist der Landkreis Eşme der drittgrößte der Provinz. Er liegt im Westen der Provinz und grenzt im Norden an den zentralen Landkreis (Merkez) der Provinzhauptstadt Uşak und im Osten an den Kreis Ulubey. Die Außengrenzen bilden im Osten die Provinz Manisa und im Süden die Provinz Denizli.

Eşme liegt 823 m über NN. Regen ist eher selten. Es gibt nur wenige Wälder, die größtenteils aus Nadelbäumen bestehen.

## Der Landkreis
Der Landkreis hat die niedrigste Bevölkerungsdichte (30,3 Einw. je km²) der Provinz. Das Geschlechterverhältnis (Sex Ratio) beträgt 1.023, d. h. 17.697 Frauen stehen 17.294 Männern (rechnerisch) gegenüber. 2017 betrug das Durchschnittsalter im Kreis 41,4 Jahre und lag damit über dem Provinzdurchschnitt.
Neben der Kreisstadt Eşme existiert mit Yeleğen (2.127 Einwohner) eine weitere Gemeinde. Des Weiteren gibt es im Landkreis noch 59 Dörfer (Köy) mit durchschnittlich 295 Bewohnern. 20 Dörfer haben mehr als der Durchschnitt Einwohner. Mehr als 1.000 Einwohner haben: Karaahmetli (1.138) und Ahmetler (1.032). Gökçukur ist mit 32 Einwohnern das kleinste Dorf. Der ländliche Bevölkerungsanteil, die Gesamtbevölkerung aller 59 Dörfer macht 49,70 % der gesamten Kreisbevölkerung aus.

## Geschichte
Im 7. Jahrhundert v. Chr. war dieser Ort Herrschaftsgebiet der Kimmerer. Nach den Kimmerern herrschten nacheinander die Lyder, Perser, Makedonen, Seleukiden und die Pergamener. 130 v. Chr. fiel das Gebiet an die Römer, danach gehörte der Ort zum Gebiet des Byzantinischen Reiches. Im Zug des Vordringens der Uc beylikleri fiel das Gebiet um Eşme 1233 zusammen mit dem von Uşak endgültig unter türkische Herrschaft. Kurz darauf siedelten sich Turkmenen in der Provinz an. Im 19. Jahrhundert existierten auf dem Gebiet des Bezirks die fünf Nahiye von Selendi, Sirge, İnay, Güre und Takmak, die verwaltungsmäßig an das Mutasarrıflık Denizli angeschlossen waren. Aus den Nahiye wurde 1867 ein Kaza, der Vorläufer des heutigen Distrikts gebildet, der nach einem der Turkmenenstämme, den Eşmeli den Namen Eşme erhielt. Hauptort des Distrikts wurde Takmak. Nachdem 1898 die Bahnlinie nach İzmir gebaut worden war, nahm das an der Bahnlinie gelegene Dorf Elvanlar einen wirtschaftlichen Aufschwung, während das Verwaltungszentrum Takmak stagnierte. Nach dem Ersten Weltkrieg wurden Takmak und der Bezirk Eşme im Türkischen Befreiungskrieg von den Griechen eingenommen. Am 3. September 1922 konnte Takmak wieder befreit werden. Die Griechen hatten aber die Kleinstadt (Kasaba) Takmak in Schutt und Asche gelegt, so dass auf Anordnung des Generalrats (Genel Meclisi) in Manisa das neue Bezirkszentrum neben der Bahnstation Elvanlar errichtet wurde und den Namen des Bezirks bekam. Takmak sank zu einem Dorf herab. Verwaltungsmäßig wurde der Bezirk an die Provinz Manisa angeschlossen. Als 1953 die Provinz Uşak gegründet und Uşak aus dem Gebiet der Provinz Kütahya herausgelöst wurde, wurde der Bezirk Eşme an die neue Provinz angeschlossen.

## Verkehr
Die innerörtlichen Straßen sind größtenteils gut befestigt. Außerhalb der Stadt sind die Straßen oft alt, schadhaft und kurvenreich. Eşme liegt an der Bahnstrecke Ankara – Izmir.

## Wirtschaft
Die Haupteinnahmequellen sind Landwirtschaft (Tabak, Getreide), Viehzucht und die Unterstützung durch im Ausland lebende Bürger. Berühmt ist der Ort auch für seine Kelims. Der in der Umgebung angebaute Tabak wird in Eşme weiterverarbeitet und an türkische Zigaretten-Hersteller verkauft.

## Kilim-Festival
Jedes Jahr am 13./14. Mai veranstaltet die Stadt das Kelim-Festival, mit dem sie Werbung für ihre Kelims machen. Erstmals wurde dieses Fest 1994 veranstaltet.